# Botond Baráth
Botond Baráth (sinh 21 tháng 4 năm 1992 ở Budapest) là một cầu thủ bóng đá Hungary hiện tại thi đấu cho Budapest Honvéd FC.

## Thống kê câu lạc bộ
| Câu lạc bộ          | Mùa giải            | Giải vô địch | Giải vô địch | Cúp  | Cúp | Cúp Liên đoàn | Cúp Liên đoàn | Châu Âu | Châu Âu | Tổng | Tổng |
| Câu lạc bộ          | Mùa giải            | Trận         | Bàn          | Trận | Bàn | Trận          | Bàn           | Trận    | Bàn     | Trận | Bàn  |
| ------------------- | ------------------- | ------------ | ------------ | ---- | --- | ------------- | ------------- | ------- | ------- | ---- | ---- |
| Honvéd              |                     |              |              |      |     |               |               |         |         |      |      |
| 2009–10             | 0                   | 0            | 0            | 0    | 1   | 0             | 0             | 0       | 1       | 0    |      |
| 2010–11             | 0                   | 0            | 3            | 0    | 3   | 0             | 0             | 0       | 6       | 0    |      |
| 2011–12             | 0                   | 0            | 2            | 0    | 3   | 0             | 0             | 0       | 5       | 0    |      |
| 2012–13             | 21                  | 1            | 5            | 1    | 5   | 0             | 1             | 0       | 32      | 2    |      |
| 2013–14             | 24                  | 0            | 3            | 0    | 1   | 0             | 3             | 0       | 31      | 0    |      |
| 2014–15             | 19                  | 1            | 3            | 1    | 7   | 0             | –             | –       | 29      | 2    |      |
| 2015–16             | 30                  | 3            | 2            | 1    | –   | –             | –             | –       | 32      | 4    |      |
| 2016–17             | 22                  | 0            | 2            | 0    | –   | –             | –             | –       | 24      | 0    |      |
| 2017–18             | 27                  | 1            | 6            | 1    | –   | –             | 2             | 1       | 35      | 3    |      |
| 2018–19             | 16                  | 0            | 0            | 0    | –   | –             | 2             | 1       | 19      | 1    |      |
| Tổng                | 159                 | 6            | 26           | 4    | 20  | 0             | 8             | 2       | 213     | 12   |      |
| Tổng cộng sự nghiệp | Tổng cộng sự nghiệp | 159          | 6            | 26   | 4   | 20            | 0             | 8       | 2       | 213  | 12   |

Cập nhật theo các trận đấu đã diễn ra tính đến ngày 18 tháng 12 năm 2018.